# Domrémy-la-Pucelle
Domrémy-la-Pucelle – miejscowość i gmina we Francji, w regionie Grand Est, w departamencie Wogezy.
Według danych na rok 1990 gminę zamieszkiwały 182 osoby, a gęstość zaludnienia wynosiła 20 osób/km² (wśród 2335 gmin Lotaryngii Domrémy-la-Pucelle plasuje się na 863. miejscu pod względem liczby ludności, natomiast pod względem powierzchni na miejscu 662.).

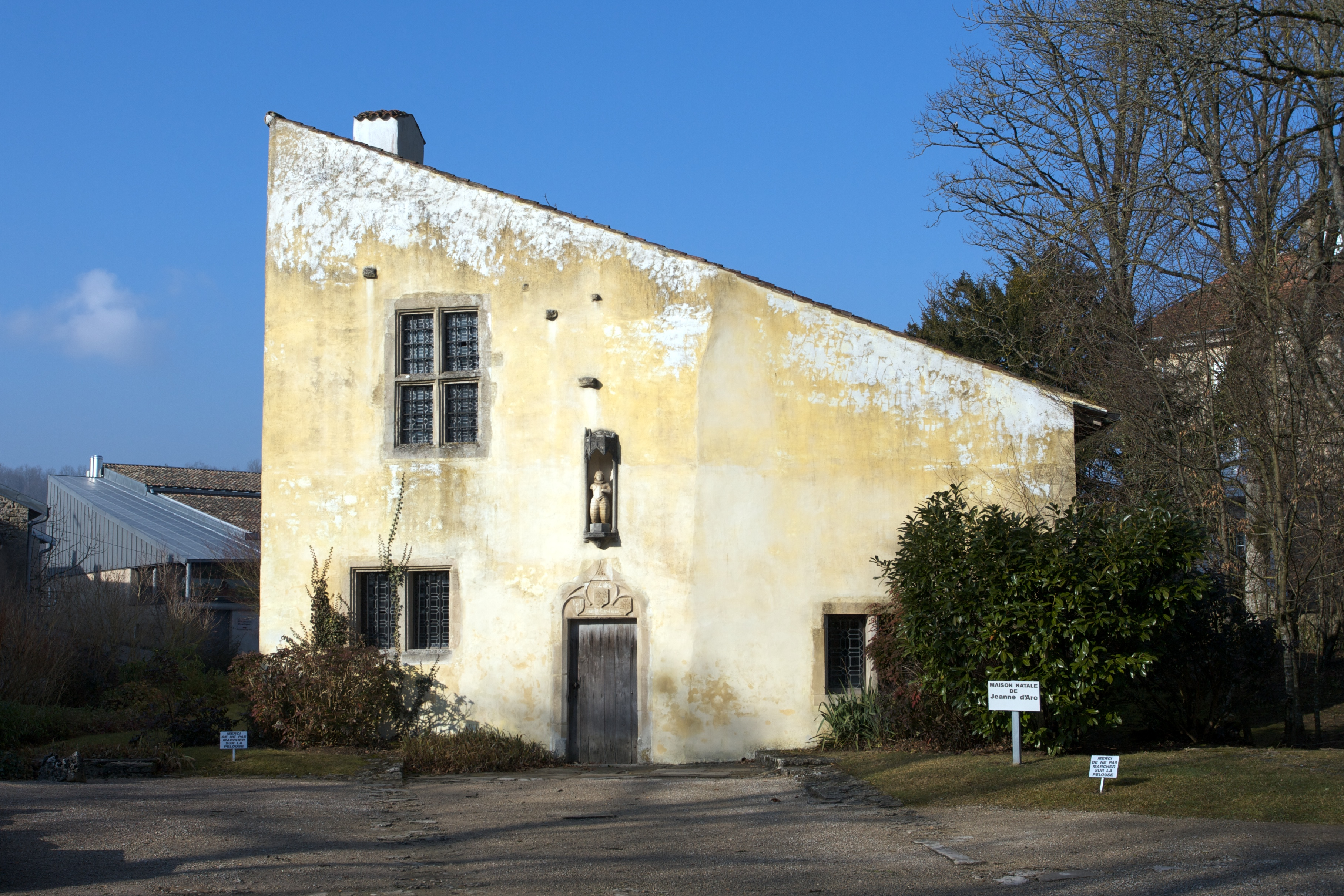
Dom Joanny d’Arc

Domrémy-la-Pucelle jest miejscem urodzenia Joanny d’Arc. Początkowo nazwa brzmiała Domrémy, a zmiana na Domrémy-la-Pucelle w związku z Joanną d’Arc, której przydomek po francusku: la pucelle d'Orléans.